# Gymnogramma bogotensis
Gymnogramma bogotensis là một loài thực vật có mạch trong họ Adiantaceae. Loài này được (H. Karst.) Hieron. miêu tả khoa học đầu tiên năm 1904.